# Вано Сараджишвілі
Вано Сараджишвілі (груз. ივანე (ვანო) პეტრეს ძე სარაჯიშვილი; рос. Иван Петрович Сараджишвили; 1879—1924) — грузинський співак (лірико-драматичний тенор), народний артист Грузинської РСР. 
Після Другої світової війни, 1947, ім'я Сараджишвілі присвоєне Тбіліській консерваторії.
1. 1 2  საქართველოს ბიოგრაფიული ლექსიკონი — 2001.